# Гаврилишин Богдан Дмитрович
Богда́н-Володимир Дми́трович Гаврили́шин (англ. Bohdan Hawrylyshyn) (19 жовтня 1926, Коропець — 24 жовтня 2016, Київ, Україна) — український, канадський та швейцарський економіст, громадський діяч, меценат, колишній член Римського клубу, іноземний член НАН України, президент Фонду Богдана Гаврилишина, співзасновник фонду «Відродження». Був громадянином Канади.

## Життєпис
Богдан Гаврилишин народився 19 жовтня 1926 року в містечку Коропець Бучацького повіту Тернопільського воєводства у тодішній Польщі. Його батько був сусідом Марка Каганця. 1930 року батько Богдана придбав 10 га землі між Бучачем і селом Жизномир, де згодом збудував дім, який зберігся донині.
Три роки Богдан навчався у початковій школі в с. Жизномирі. Потім — у польськомовній Бучацькій державній гімназії,  яку після приходу радянської влади перетворили на середню школу. З вересня 1941 року навчався у Чортківській гімназії, а в навчальному році 1943/44 — у Дрогобицькій гімназії.
Під час Другої світової війни у 1944 року Гаврилишина вивозять до Третього Рейху. Після 1945 року він перебуває у таборі для переміщених осіб, а 1947 року виїжджає до Канади, де працює лісорубом, організовує вечірні класи для українців, бере участь у діяльності профспілок.
1952 року Богдан Гаврилишин здобуває ступінь бакалавра, а у 1954 році — магістра за спеціальністю «інженер-механік» в Торонтському університеті. У 1954—1960 роках обіймає посади з дослідництва, інженерної справи, менеджменту в Канаді. З 1960 року мешкає у Швейцарії. 1976 року здобуває ступінь Ph. D. з економіки у Женевському університеті.
З 1988 року працює на громадських засадах в Україні. З моменту здобуття Україною незалежності Б. Д. Гаврилишин виступає радником декількох Президентів України, прем'єр-міністрів, голів Верховної Ради.
Майже тридцять років свого життя Гаврилишин присвятив Міжнародному інституті менеджменту МІМ-Женева, де обіймав посади директора з навчання (1960—1968 роки), директора Інституту (1968—1986 роки), почесного науковця (1986—1989 роки). За час свого проживання у Женеві, викладає такі дисципліни, як економічний розвиток, керівництво міжнародними операціями, світове бізнесове середовище, управління державами тощо.
1990 року Гаврилишин заснував Міжнародний інститут менеджменту в Києві. У 1996—1997 роках — обіймає посаду директора Міжнародної академії довкілля в Женеві.
Протягом цього часу активно проводить семінари, головує на конференціях, читає лекції в університетах для груп фахівців, бере участь як доповідач на міжнародних конференціях у понад 70 країнах світу.
Член Пласту — Національної скаутської організації України від 1937 року, належить до куреня Лісові Чорти від 1946 року. У 2006—2008 роках — голова Крайової пластової ради — законодавчого органу Пласту.
У 2010 році Гаврилишин заснував БФ «Богдана Гаврилишина», що мав готувати нової генерації молодих українців, здатних осягнули особливості функціонування найкращих країни Європи та сформувати критичну масу людей, яка трансформує Україну.
Був одним із учасників ініціативної групи «Першого грудня».

У 2014 році, під час Революції гідності, Гаврилишин створив «Декларацію відповідальності людини», де у 15 пунктах відобразив різні відповідальності людини, які можуть стати дороговказами до більш демократичного, інклюзивного та ефективного суспільства з точки зору гуманістичних цінностей.

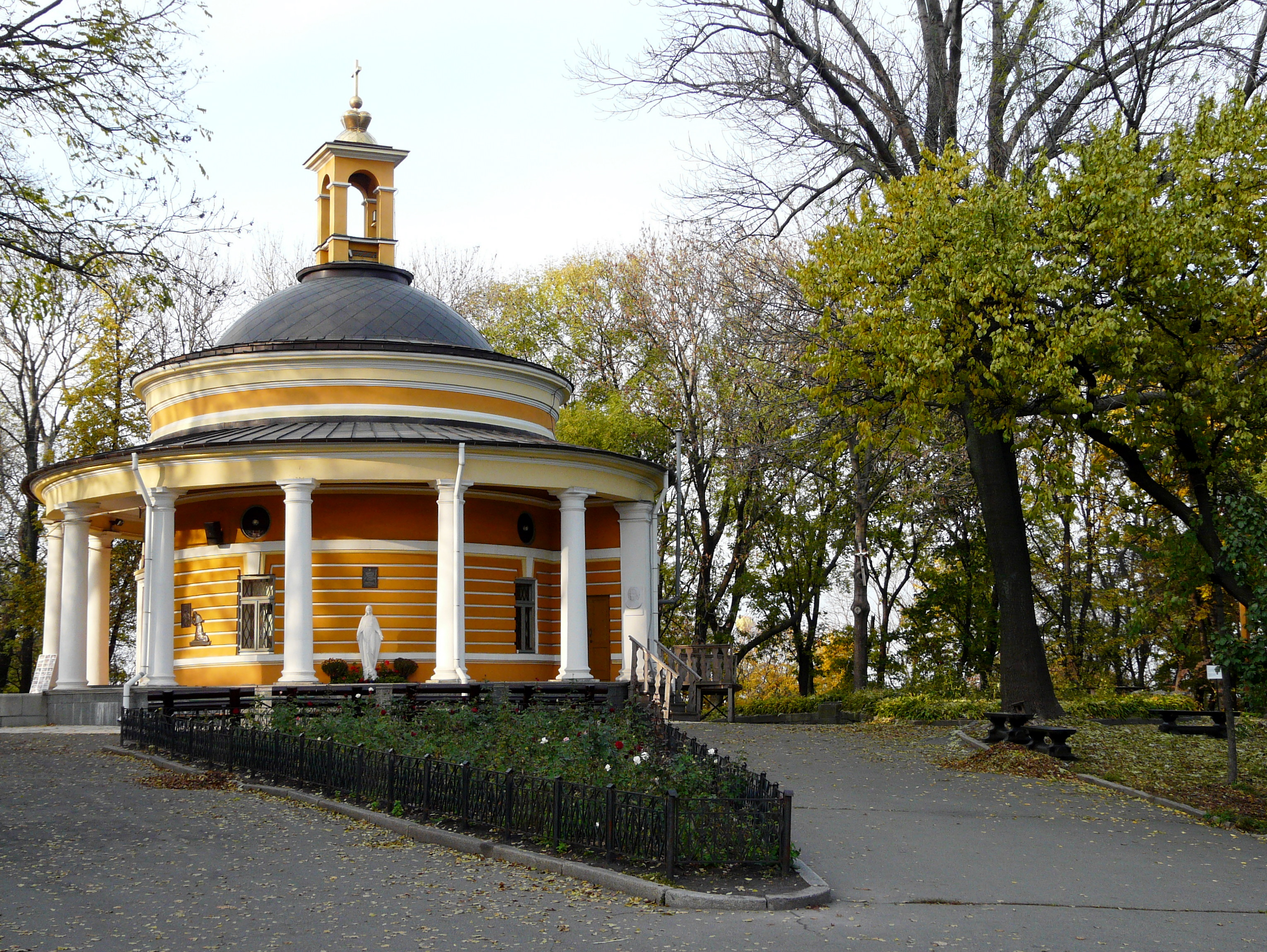
Церква святого Миколая на Аскольдовій Могилі, Паркова дорога

Гаврилишин помер 24 жовтня 2016 року в Києві. Прах поховано на кладовищі у рідному селі Гаврилишина, в Коропці.

## Вшанування памʼяті
У київському парку ім. Шевченка посаджений пам’ятний дуб Гаврилишина та встановлено камінь із золотим написом “Вчитися, мріяти, діяти”.
2017 року благодійницьку справу Гаврилишина продовжила його родина, заснувавши Фонд родини Богдана Гаврилишина.
22 лютого 2018 року Київська міськрада перейменувала вулицю Ванди Василевської у Шевченківському районі Києва на вулицю Богдана Гаврилишина.
16 липня 2021 року Верховна рада України прийняла постанову Про встановлення Дня відповідальності людини 19 жовтня на день народження Богдана Гаврилишина.

## Сорт соняшника
2016 року, за ініціативи Бізнес-школи МІМ-Київ до 90-річного ювілею Гаврилишина, було виведено сорт соняха «Богдан Гаврилишин».
У 2017 році за сприяння Фонду родини Богдана Гаврилишина було розпочато «Марафон відповідальності» для привернення уваги українців до позитивних змін. Учасники мали висадити соняшник «Богдан Гаврилишин» і розповісти у соцмережах про внесок у позитивні зміни та про ініціативи.

## Сім'я
Дружина, Лені Гаврилишина, з якою виховав трьох дітей — двох дочок Тіну й Тусю та сина Леся.

## Наукові ступені
- Ph. D. (Доктор філософії в економіці) у Женевському університеті (1976 р.)
- Почесний ступінь доктора права, Йоркський університет, Торонто, Канада (1984 р.);
- Почесний ступінь доктора права, Альбертський університет, Канада (1986 р.);
- Почесний ступінь доктора права, Тернопільська академія народного господарства, Україна;
- Почесний ступінь доктора права, Прикарпатський Університет ім. В. Стефаника, Івано-Франківськ, Україна;
- Почесний ступінь доктора права, Чернівецький Університет ім. Ю. Федьковича;
- Почесний професор НаУКМА (2008 р.);
- Почесний професор Київський столичний університет імені Бориса Грінченка (2012);
- Почесний професор Дипломатична академія України при Міністерстві закордонних справ України (2014);
- Почесний професор Університет державної фіскальної служби України (2016).

## Науковий доробок

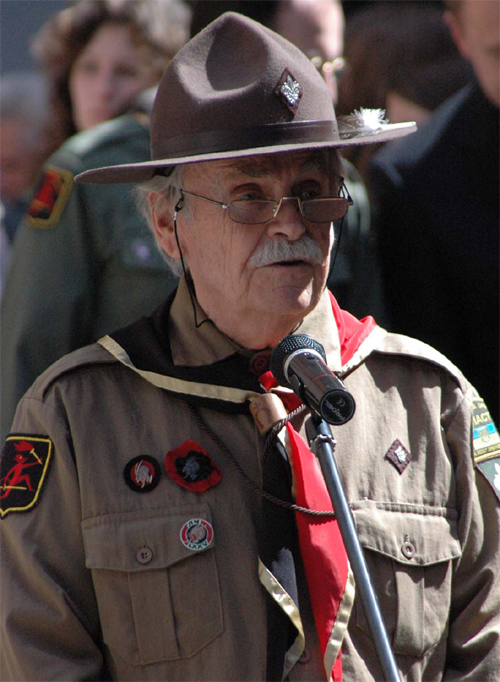
Богдан Гаврилишин у Львові на святкуваннях 95-ліття Пласту. 15 квітня 2007 р.

Автор більше 100 статей в галузях менеджменту, економіки та політики.
- «Навчання керівних кадрів — Методичні аспекти». «Петер Ланг», Берн — Франкфурт — Лас-Вегас, 1977.
- Гаврилишин Б. Україна: 20 минулих і 20 майбутніх років державотворення [Архівовано 28 жовтня 2016 у Wayback Machine.] // Той, хто відродив Могилянку: зб. до 60-ліття В'ячеслава Брюховецького. — К. : Києво-Могилянська академія, 2007. — С. 245—257.
- «Дороговкази в майбутнє — До ефективніших суспільств», Пергамон Прес, Оксфорд, 1980 (англійською мовою). Також видана французькою, німецькою, японською, корейською, іспанською, польською та українською (доступна на умовах ліцензії Creative Commons (CC BY-SA))[34] мовами — загалом 12 мов. 26 травня 2009 в Українському домі в Києві відбулася презентація третього видання цієї праці українською мовою.
- Залишаюсь українцем: спогади / Богдан Гаврилишин. — Київ: Університетське видавництво ПУЛЬСАРИ, 2011. — 288 сторінок: ілюстрації (Серія «Українці у світовій цивілізації»). Наклад 5000 примірників. ISBN 966-7671-96-8 (серія), ISBN 978-966-2171-98-3 (доступна на умовах ліцензії Creative Commons (CC BY-SA))[34].
- Залишаюся українцем [Архівовано 3 листопада 2021 у Wayback Machine.] / Богдан Гаврилишин. — Львів: Видавництво Старого Лева, 2021. — 320 сторінок. ISBN 978-617-679-937-5

Для Prometheus записав курс відеолекцій, у яких містяться поради та відповіді на питання сьогодення.

## Світогляд
Богдан Дмитрович не раз публічно казав, що проголошення незалежності України він вважав найщасливішою миттю у житті. Він акцентує на тому, що в Україні дуже високий рівень науки. Він аргументовано заперечує всі закиди про відтік наукової сили:
«Я можу це порівняти, бо бував у різних країнах. Виходить навіть такий парадокс. Приїздять сюди фахівці з США начебто допомагати Україні робити реформу освіти, а у тій самій країні, цебто в США, 30 відсотків випускників середніх шкіл є дуже слабенькими. Вони не вміють добре читати і писати по-англійськи, не кажучи вже про інші мови. В Україні такого нема. Випускники середньої школи, я не раз зустрічався з ними — це вже освічені люди», — цитату взято з книжки Ігоря Шарова.
Однією з найважливіших умов настання кращого життя Богдан Гаврилишин вважав якнайшвидше впровадження новітніх технологій і прискорення ринкових реформ.
Щодо ідеї так званого єднання України у слов'янському союзі, Гаврилишин мав глибоке переконання, ще на початку 2000-х, що Росія і Білорусь не допоможуть Україні вийти на вищий рівень життя і розвитку. Та ж Росія і надалі покладатиметься на свої природні ресурси, на експорт нафти і газу, а не на інтенсивні фактори економічного зростання, як це здійснюють, приміром, Японія чи Південна Корея — країни, що не мають енергоносіїв.

## Громадська діяльність
- Дійсний член Римського клубу;
- Іноземний член Національної академії наук України;
- Член Міжнародної академії менеджменту;
- Член Світової академії мистецтва та науки;
- Член Ради фонду Жана Моне для Європи, Лозанна;
- Член наглядової ради Української правничої фундації, Київ;
- Академік Міжнародної академії менеджменту та Світової академії мистецтва та науки;
- Член «Baden Powell Fellowship» (з 2000 р.).

## Головування
- Голова Наглядової ради Міжнародного центру перспективних досліджень;
- Голова Крайової пластової ради — законодавчого органу Пласту;
- Президент Тернопільської академії народного господарства, Україна;
- Голова правління міжнародного фонду «Відродження».

## Відзнаки
- Орден Свободи (21 жовтня 2016) — за визначний особистий внесок у піднесення міжнародного авторитету Української держави, багаторічну плідну наукову та благодійницьку діяльність[36][37]
- Орден князя Ярослава Мудрого V ст. (19 травня 2005) — за вагомий особистий внесок у розвиток національної економічної освіти, плідну педагогічну діяльність, високий професіоналізм[38]
- Орден «За заслуги» III ст. (16 жовтня 1996) — за особистий внесок у зміцнення української державності, піднесення авторитету України у світі[39]
- Заслужений діяч науки і техніки України (1992 p.)[40]
- Почесна грамота Кабінету Міністрів України (17 листопада 2001) — за багаторічну сумлінну працю, вагомий особистий внесок у розвиток національної освіти і науки[41]
- Орден святого Миколая Чудотворця від Патріархату УПЦ (КП) (19 жовтня 2016)[42]
- Золота Медаль Президента Італійської Республіки (1975 р.)
- Відзнака Видатного Інженера, Почесний зал, Університет Торонто, Канада (1986 р.)
- 19 жовтня 2016 у Національному палаці мистецтв «Україна» в Києві відбувся святковий ювілейний концерт «Мистецтво життя» з нагоди 90-річчя Богдана Гаврилишина.
- «Почесний громадянин міста Чорткова» (2016)[43][44]

## Вшанування пам'яті
- 1 листопада 2017 року в Києві в парку імені Тараса Шевченка  відкрили камінь на честь Богдана Гаврилишина. На камені вирізьблено слова: «Вчитися, мріяти, діяти». Біля каменя висаджено дуб, що символізує українське походження Гаврилишина та поширення його цінностей та ідей в світі. Автор дизайну каменя Олег Пінчук[45].
- 2018 року Київська міська рада перейменувала вулицю Ванди Василевської на вулицю Богдана Гаврилишина.
- 18 серпня 2022 року у місті Львів вулицю Визвольну перейменували на вулицю Богдана Гаврилишина.
- У місті Сокаль вулицю Толстого перейменували на вулицю Богдана Гаврилишина.
- У місті Ізюм провулок Ковальова перейменували на провулок Богдана Гаврилишина.

## Галерея

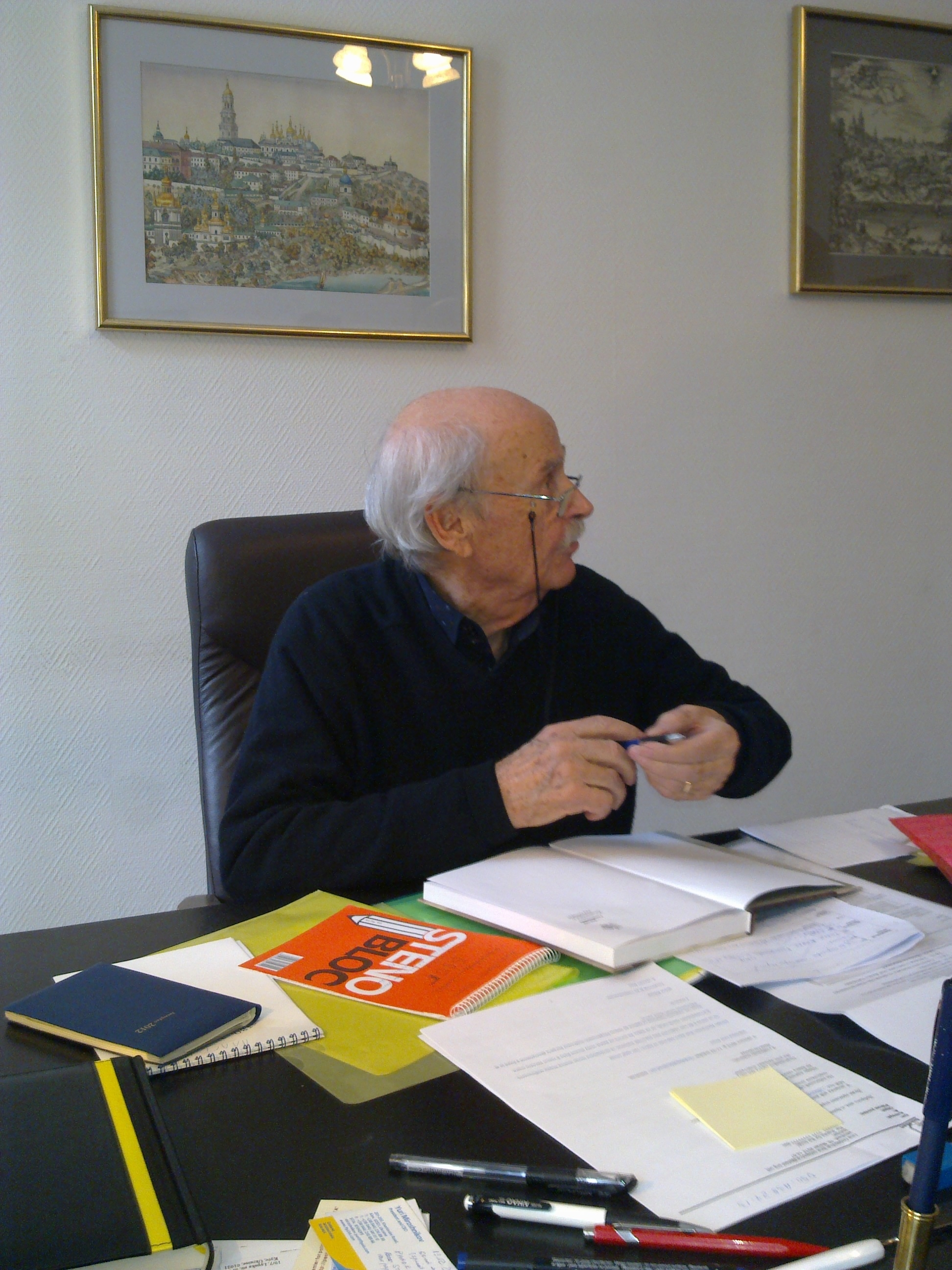
У Київському офісі, лютий 2012
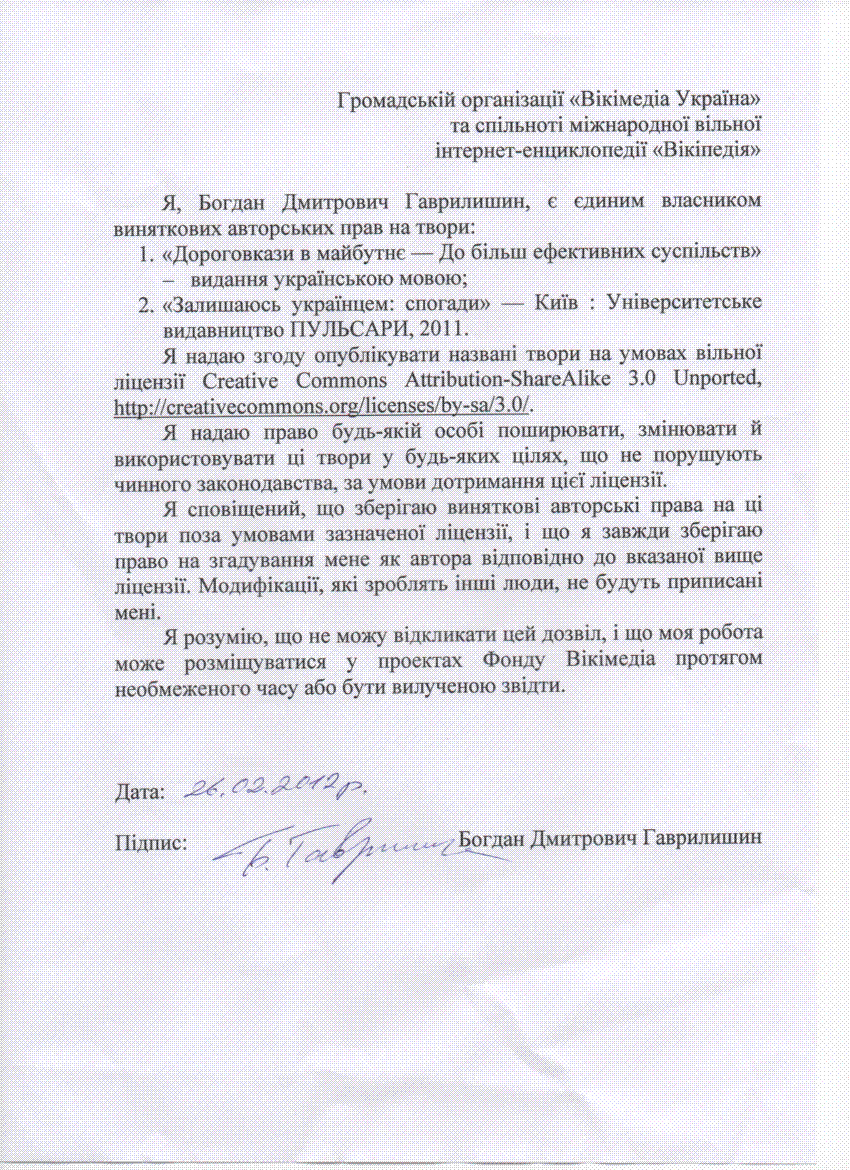
Дозвіл на публікацію творів на умовах CC BY-SA
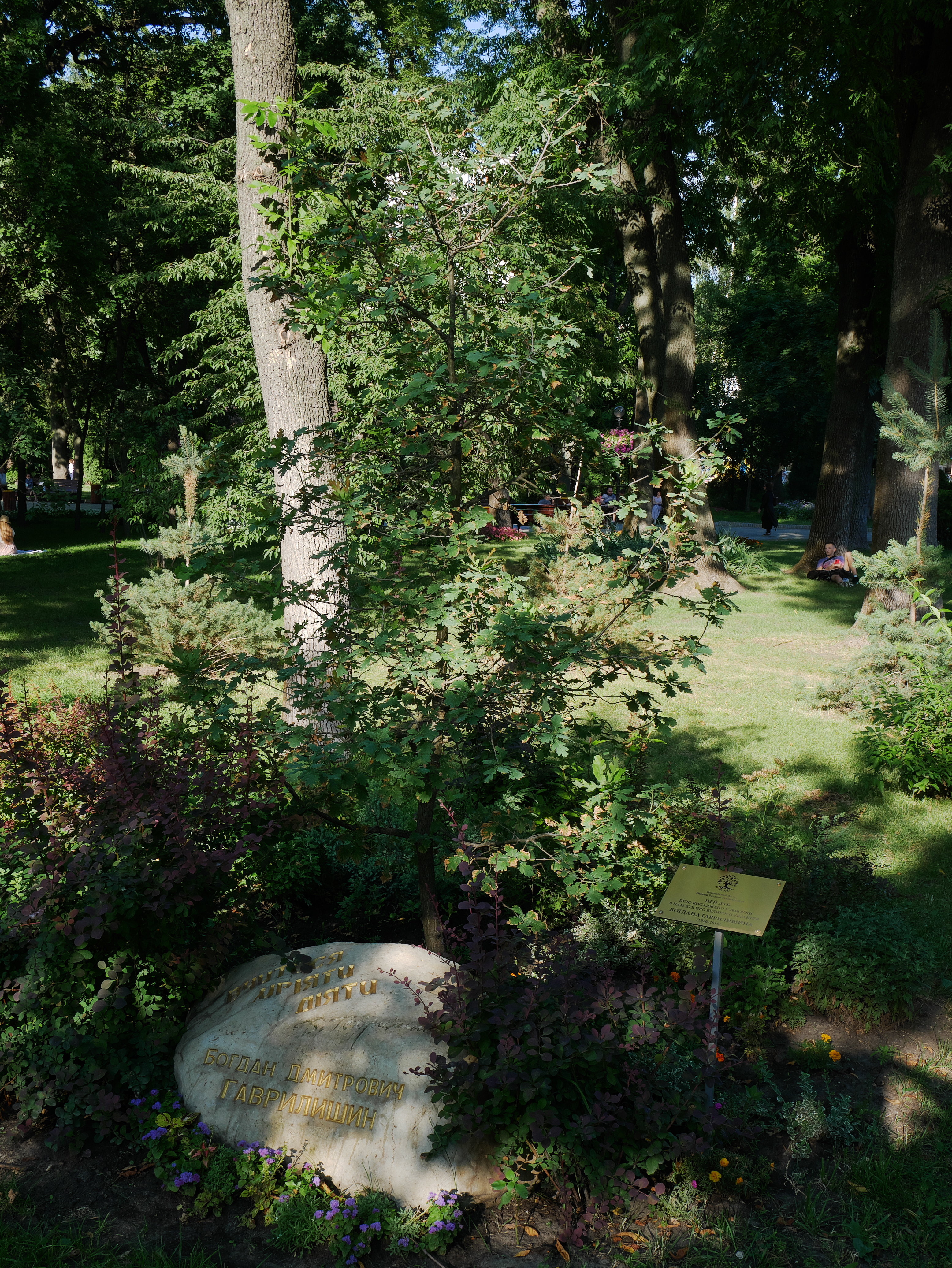
Молоде дерево дуба, пам'ятний камінь і табличка в парку імені Тараса Шевченка (Київ), 2020 рік

## Книги
- Гаврилишин Б. Залишаюсь українцем: спогади. — К., університетське видавництво «Пульсари», 2011. — 288 с.: іл. — ISBN 978-966-2171-98-3 / Видання 2-е, без змін. — 2012. — ISBN 978-617-615-012-1 (Серія «Українці у світовій цивілізації». — ISBN 966-7671-96-8)
- Дороговкази в майбутнє. До більш ефективних суспільств (1982)

## Статті Богдана Гаврилишина
- Богдан Гаврилишин. Національна ідея, утопія чи реальна можливість? // Дзеркало тижня. — 2006. — 11–17 лют.
- Богдан Гаврилишин. Національна ідея, утопія чи реальна можливість? [Архівовано 17 листопада 2016 у Wayback Machine.] // Тренінги перемовин та продажу // Дзеркало тижня. — 2006. — 11 лют.
- Менеджер світу українського походження [Архівовано 17 лютого 2013 у Wayback Machine.] // Україна молода. — 2011. — 19 жовт.
- Богдан Гаврилишин. (Чи не) Забагато критики [Архівовано 29 липня 2016 у Wayback Machine.] // Українська правда. — 2016. — 28 лип.

## Благодійний Фонд Богдана Гаврилишина
— благодійна організація, заснована 18 березня 2010 року. Урочисте відкриття та презентація проєктів в освітній, культурній, економічній, екологічній та соціальній сферах, що сприятимуть вихованню нової еліти України, відбулося в Національному Заповіднику «Софія Київська».
Історія Фонду
У церемонії відкриття взяли участь члени Наглядової ради та Дорадчого комітету Фонду, а також представники культурної, наукової та політичної сфери України та медіа, серед яких Лариса Івшина, Наталія Тігіпко, Олесь Доній, Володимир Лавренчук, Іван та Марта Дзюби, Аке Петерсен, Олександр Тодійчук та багато інших.
Після урочистого відкриття було проведено офіційну презентацію програм Фонду в освітній, культурній, економічній, екологічній та соціальній сферах, що сприятимуть вихованню нової еліти в Україні.
Засновник Фонду — Богдан Гаврилишин. На відкритті Фонду він наголосив:
|  | «Треба мріяти. Перше є мрія. Після – візія. Тоді – плани і дія. За 20 майбутніх років Україна проходитиме через трансформацію усіх сфер свого життя, усіх гілок влади. Це є виклик вже для нової генерації, з якої виросте політична та суспільна еліта, яка працюватиме для добра суспільства – держави.» |

Місія фонду
Сприяти вихованню і становленню людей нового покоління, свідомих та відповідальних за долю держави та благо суспільства.
Люди нового покоління — професійні, патріотичні, етичні, що турбуються про суспільне благо і активні в громадському і політичному житті суспільства, вміють співпрацювати з іншими та мають практичні досягнення у покращенні життя інших.
Діяльність Фонду можна умовно розділити на два періодигрантодавчий та операційний.
Грантодавча діяльність (2010—2012 роки)
Основні проєкти, які підтримав Фонд протягом цього періоду
- Розвиток Пласту — Національної скаутської організації України — в різних напрямках:
  - програма регіонального розвитку Пласту
  - міжнародна співпраця Пласту
  - зв'язки Пласту з громадськістю
  - відзначення 100-ліття Пласту для виховання патріотичної, морально і фізично здорової молоді
- Проєкти Центру політичних студій та аналітики

«Вища політична школа»
Основна мета проєкту: навчання політично активної молоді у сфері відповідального лідерства.
«Візія для України»
Основна мета проєкту: встановлення конструктивного діалогу в українському суспільстві щодо визначення єдиного спільного фундаменту розвитку держави.
- Форум української молоді діаспори 2011 та 2012 років

(Проведено за ініціативи Світового конґресу українців)
Основна мета: об'єднання української діаспори в одне ціле, залучення молоді до освітніх, виховних, культурних та наукових програм і проєктів в Україні.
- Проєкти Всеукраїнської молодіжної громадської організації «Студентська республіка»

Міжнародна програма «Студреспубліка»
Місія організації: виховання поколінь, здатних вільно мислити, свідомих лідерів для України як цілком суверенної держави.
«Новий старт»
Відкритий конкурс на пошук оргпроєктів (наукових розробок, бізнес- і соціальних ідей), які б розкривали вірогідні сценарії майбутнього України.
- Конкурс «Україна моєї мрії»

(організований Європейською Асоціацією українців та Центром розвитку суспільства)
Основна мета — спонукати українців до стратегічного мислення, до планування своїх перспектив і майбутнього України.
- Підтримка Програми стажування у Верховній Раді ГО «Ліга інтернів»
- Підтримка навчальних закладів

КНУ ім. Тараса Шевченка, Вісконсін Україна, Академічна гімназія, Український католицький університет
- Підтримка видань

Двотомник «Екстракт + 200»
добірка найкращих статей газети «День»
«Сила м'якого знака, або Повернення Руської правди»
спеціальна книжкова серія бібліотеки газети «День»
з розвитку українського видавництва «Дуліби» та «День».
Операційна діяльність (з 2012 року і дотепер)
У липні 2012 року Фонд розпочав операційну діяльність та зосередився на розробці та впровадженні власних проєктів та програм.
- «Перший національний конкурс проектів»

Упродовж липня 2012 року до червня 2013 до розгляду приймались проєкти від українських громадських та благодійних організацій, які відповідали місії та основним програмним напрямам діяльності Фонду.
Програмні напрями:
- Програма «Цінності майбутнього»

Мета: формування світогляду людей нового покоління на основі конструктивних цінностей.
- Програма «Сила мрій»

Мета: формування стратегічного мислення у людей нового покоління, здатності мріяти і планувати майбутнє суспільства і країни.
- Програма «Творці майбутнього»

Мета: активізація та гуртування людей нового покоління, посилення їхньої ролі в суспільстві.
- Програма «Архітектура країни»

Мета: вивчення та адаптація прогресивного закордонного досвіду державотворення і проведення реформ в Україні.
За результатами конкурсу було підтримано 26 проєктів із різних регіонів України, впровадження яких тривало до кінця червня 2013 року.
- Програма «Молодь змінить Україну»

Із кінця 2012 року Фонд впроваджує ключову довгострокову програму «Молодь змінить Україну»
З 2014 року діє Асоціація учасників програми «Молодь змінить Україну». Станом на листопад 2016 року в Асоціації перебуває понад 500 учасників.
У квітні 2016 року у зв'язку із банкрутством банку «Хрещатик», у якому перебували всі кошти Фонду Богдана Гаврилишина, діяльність Фонду опинилася під загрозою призупинення.
Проєкти
Ключовим проєктом Благодійного фонду Богдана Гаврилишина була довгострокова повторювана програма «Молодь змінить Україну», яка з 2012 по 2017 роки реалізовувалася Фондом Богдана Гаврилишина, залучивши понад 500 активних молодих людей. З 2018 р. втілюється Фондом родини Богдана Гаврилишина.
На базі Програми було створено Асоціацію учасників [Архівовано 28 квітня 2021 у Wayback Machine.]. Вона розпочала свою діяльність 5 червня 2014 року конференцією «Трансформація почалась?» [Архівовано 8 червня 2021 у Wayback Machine.], яка відбулася в МІМ-Київ. Асоціація створена з метою покращення комунікації між учасниками Програми, задля того, щоб вони змогли обмінюватись думками і набутим досвідом, брати участь в експертних дискусіях, відвідувати практичні семінари від провідних фахівців із різних сфер, а також зустрічатися з цікавими та успішними людьми.
За роки існування програми «Молодь змінить Україну» (з 2012 по 2018 рр.) до участі в ній долучились понад 500 молодих, професійних та активних українців.

## Інтерв'ю у ЗМІ
- Сергій Лещенко. Член Римського клубу Богдан Гаврилишин: Через 30 років Україна могла б розраховувати на повноцінне членство в ЄС [Архівовано 26 квітня 2007 у Wayback Machine.] // Часопис «Ї» / передрук з «Української правди». — 2004. — 23 січ.
- Україна у світовому контексті // Схід. — 2005. — Травень.
- Сергій Грабовський. Дороговкази у майбутнє: 25 років потому // Українська правда. — 2005. — 14 листоп.
- Украина и Европа — безответная любовь? [Архівовано 23 лютого 2014 у Wayback Machine.] // Наша Газета.ch. — Швейцарские новости на русском языке — 2014. — 13 лют. (рос.)
- Євгенія Мазур. За два роки в Україні почнеться економічне диво [Архівовано 4 вересня 2015 у Wayback Machine.] // Телеканал 24. — 2015. — 4 лют.
- Богдан Гаврилишин: Починайте з великих мрій! [Архівовано 9 жовтня 2016 у Wayback Machine.] // Телеканал UΛ:Перший. — 2015. — 16 лип.
- Марія Щур. Якби Україна мала півмільйона пластунів, за її майбутнє можна було б не турбуватися — Богдан Гаврилишин [Архівовано 15 червня 2016 у Wayback Machine.] // Радіо Свобода. — 2016. — 13 черв.